# Мајтнеријум
Мајтнеријум (Mt, лат. meitnerium), претходно унниленијум (Une), вероватно је прелазни метал. Он је екстремно радиоактивни синтетички елемент (елемент који се не налази у природи већ је направљен у лабораторији). Најстабилнији изотоп му је мајтнеријум-278, са временом полураспада од 7,6 секунди. Овај елемент је први пут направљен у GSI Хелмхолц центру за истраживање тешких јона у близини Дармштата, Немачка, 1982. године. Име је добио по аустријско-шведској физичарки Лизи Мајтнер.
У периодном систему елемената, мајтнеријум је сврстан у d-блок трансактиноидних елемената. Члан је 7. периоде и стављен је у 9. групу елемената, иако нису извршени хемијски експерименти који би доказали да се мајтнеријум понаша као тежи хомолог иридијума који се налази изнад њега у групи 9. Прорачуни показују да би мајтнернијум могао имати сличне особине попут својих лакших хомолога, кобалта, родијума и иридијума.

## Историја
Мајтнеријум су први пут синтетисао 29. аугуста 1982. године немачки истраживачки тим превођен Питером Армбрустером и Готфридом Минценбергом на Институту за истраживање тешких јона (Gesellschaft für Schwerionenforschung) у Дармштату.
Тим научника је бомбардовао мету сачињену од бизмута-209 са убрзаним језгрима изотопа жељеза-58 те су успели да идентификују један атом изотопа мајтнеријума-266:
 +  неутрон

### Етимологија
Име елемента 109 било је предмет одређених контроверзи (трансфермијских ратова) који су се у научним круговима јавиле у вези имена елемената од 104 до 109, међутим име за мајтнеријум био је једини предлог те никад није био упитан. Име мајтнеријум (Мт) предложено је у част аустријској физичарки Лизи Мајтнер, једној од проналазача протактинијума (заједно са Отом Ханом), и једној од откривача нуклеарне фисије. Године 1994. име је препоручио IUPAC, а званично је усвојено 1997. године. Ово је једини елемент који је добио име по немитолошкој жени (киријум је добио име по супружницима Кири).

## Особине

### Хемијске
Мајтнеријум је седми члан 6d серије прелазних метала. Пошто се показало да елемент 112 (коперницијум) показује особине прелазних метала, очекују се да би сви елементи од 104 (радерфордијум) до 112 могли фомирати четврту серију прелазних метала, са мајтнеријумом као делом платинске групе метала. Прорачуни његовог потенцијала јонизације те атомских и јонских радијуса показују да су слични онима од његовог лакшег хомолога иридијума, што имплицира да основне особине мајтнерија одговарају онима других елемената из 9. групе: кобалта, родијума и иридијума.
Претпоставке могућих хемијских особина мајтнеријума још увек нису привукле пажњу. Очекује се да би мајнтеријум могао бити и племенити метал. На основу најстабилнијег оксидацијског стања лакших елемената 9. групе, предвиђа се да би најстабилнија оксидациона стања мајтнеријума могла бити +6, +3 и +1, међу којима би стање +3 могло бити најстабилније у воденим растворима. Поређења ради, родијум и иридијум исказују највише оксидационо стање +6, док су најстабилнија стања +4 и +3 за иридијум и +3 за родијум. Група 9. хемијских елемената је прва група прелазних метала која исказује нижа оксидациона стања од броја групе, мада стање +9 није познато ни за један познати елемент. Оксидационо стање +9 би се могло јавити код мајтнеријум нонафлуориду (MtF9) и катјону [4]+, мада се очекује да је [4]+ стабилнији. За тетрахалиде мајтнеријума се такође предвиђа да би могли имати сличну стабилност као и иридијумови, дакле у стабилном стању +4. Даље се очекује да би максимална оксидацијска стања елемената од бора (елемент 107) до дармштатијума (елемент 110) могла бити стабилна у гасној фази, али не и у воденим растворима.

### Физичке
Очекује се да мајтнеријум буде у чврстом стању под нормалним условима, те се претпоставља да има површинско-центричну кубну кристалну структуру, слично као и његов лакши сродник из групе, иридијум. Мајтнеријум би могао бити веома тешки метал са густином од око 37,4 g/cm3, што би било друга највећа од свих познатих 118 елемената, мања само од претпостављене густине свог комшије из периодног система, елемента хасијума (41 g/cm3).
У поређењу с тим, најгушћи познати елемент чија је густоћа научно утврђена, осмијум има густину од само 22,61 g/cm3. Густина мајтнеријума је резултат велике атомске тежине његових атома, контракције лантаноида и актиноида и релативистичких ефеката, мада би производња довољних количина мајтнеријума ради мерења ових количина била непрактична, а узорак би се врло брзо распао. Такође, претпоставља се да би мајтнеријум могао бити парамагнетичан.
Теоретичари предвиђају да би ковалентни радијус мајтнеријума могао бити од 6 до 10 pm већи од оног код иридијума. На пример, дужина везе Mt–O се очекује да буде око 1,9 Å. Атомски радијус мајтнеријума се предвиђа да би могао бити око 128 pm.

## Изотопи
Мајтнеријум нема ни стабилних, ни природних изотопа. У лабораторијама је синтетисано неколико радиоактивних изотопа, било фузијом два атома било распадом изотопа неких тежих елемената. До 2014. откривено је осам различитих изотопа мајтнеријума, са атомским масама од 266, 268, 270 и 274–278, од којих два, 268 и 270Mt, имају позната али непотврђена метастабилна стања. Већина ових изотопа распада се путем алфа распада, мада неки од њих исказују и спонтану фисију.

### Стабилност
Сви изотопи мајтнеријума су екстремно нестабилни и радиоактивни, генерално, тежи изотопи су стабилнијих од лакших. Најстабилнији познати изотоп мајтнеријума, 278Mt, је такође и његов најтежи познати изотоп. Његово време полураспада износи 7,6 секунди. Постоји и метастабилни нуклеарни изомер, , чије време полураспада износи преко једне секунде. Изотопи 276 и 274 имају времена полураспада од 0,72 и 0,44 секунде. Остала четири изотопа имају времена полураспада између 1 и 20 милисекунди.
За још увек неоткривени изотоп 281 предвиђа се да би могао бити најстабилнији у односу на бета-распад; међутим ниједан до сада познати изотоп мајтнеријума не распада се путем овог распада. За неке од још непознатих изотопа, као што би могли бити , и 279, претпоставља се да би имали времена полураспада дужа од познатих изотопа. Пре него што су откривени, за изотопе 274 и 277 се такође предвиђало да би могли имати дуга времена полураспада од 20 секунди и 1 минуте, међутим касније је откривено да имају много краћа времена полураспада од само 0,44 секунде и 5 милисекунди.